# Prepona apollinari
Prepona apollinari är en fjärilsart som beskrevs av Le Moult 1932. Prepona apollinari ingår i släktet Prepona och familjen praktfjärilar. Inga underarter finns listade i Catalogue of Life.